# Zdrowaśka
Zdrowaśka – dawna jednostka czasu, a pośrednio również odległości, odpowiadająca około 20 sekundom. Stanowi okres potrzebny na odmówienie chrześcijańskiej (katolickiej i prawosławnej) modlitwy Zdrowaś Maryjo (Ave Maria) lub określa odległość, przebywaną zwykle pieszo (per pedes) w tym czasie. Jej użycie było związane z brakiem urządzeń odmierzających czas na obszarach wiejskich, a mówienie w jednakowym tempie modlitwy pozwalało określić, na przykład, czas przez jaki ma się gotować obiad.
Inne jednostki oparte na modlitwie: pacierz, różaniec.